# Parchim (distrito)
Parchim foi um antigo distrito (kreis ou landkreis) da Alemanha localizado no sudoeste do estado de Meclemburgo-Pomerânia Ocidental. Na reforma distrital de setembro de 2011, Parchim foi unido ao distrito de Ludwigslust formando o novo distrito de Ludwigslust-Parchim.

## Cidades e municípios
Cidades e municípios do antigo distrito de Parchim (situação em agosto de 2011):
| cidade (livre): |
| 1. Parchim      |

| Ämter | Ämter | Ämter |
| --- | --- | --- |
| - 1. Banzkow 1. Banzkow¹ 2. Plate 3. Sukow - 2. Crivitz 1. Barnin 2. Bülow 3. Crivitz1, 2 4. Demen 5. Friedrichsruhe 6. Göhren 7. Tramm 8. Zapel - 3. Eldenburg Lübz 1. Gallin-Kuppentin 2. Gischow 3. Granzin 4. Herzberg 5. Karbow-Vietlübbe 6. Kreien 7. Kritzow 8. Lübz1, 2 9. Lutheran 10. Marnitz 11. Passow 12. Siggelkow 13. Suckow 14. Tessenow 15. Wahlstorf 16. Werder | - 4. Goldberg-Mildenitz 1. Diestelow 2. Dobbertin 3. Goldberg1, 2 4. Mestlin 5. Neu Poserin 6. Techentin 7. Wendisch Waren - 5. Ostufer Schweriner See 1. Cambs 2. Dobin am See 3. Gneven 4. Godern 5. Langen Brütz 6. Leezen¹ 7. Pinnow 8. Raben Steinfeld - 6. Parchimer Umland (sede: Parchim) 1. Damm 2. Domsühl 3. Grebbin 4. Groß Godems 5. Groß Niendorf 6. Karrenzin 7. Lewitzrand 8. Rom 9. Severin 10. Spornitz 11. Stolpe 12. Ziegendorf 13. Zölkow | - 7. Plau am See 1. Barkhagen 2. Buchberg 3. Ganzlin 4. Plau am See1, 2 5. Wendisch Priborn - 8. Sternberger Seenlandschaft 1. Blankenberg 2. Borkow 3. Brüel² 4. Dabel 5. Hohen Pritz 6. Kobrow 7. Kuhlen-Wendorf 8. Langen Jarchow 9. Mustin 10. Sternberg1, 2 11. Weitendorf 12. Witzin 13. Zahrensdorf |
| ¹sede do Amt; ²cidade | | |